# Lars Larsson (fotograf)

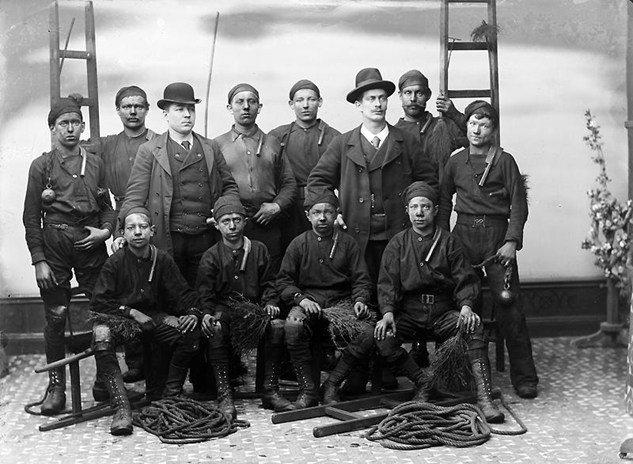
Skupinová fotografie kominíků, 1905–1910

Lars Larsson (1858, Västbjörka ve farnosti Rättvik – 1932, Stockholm) byl švédský fotograf a dvorní fotograf . V roce 1890 založil podnik Larssons Ateljé, který vyrobil přes 80 000 portrétních fotografií a více než tisíc jedinečných obrázků se stockholmskými motivy.

## Životopis

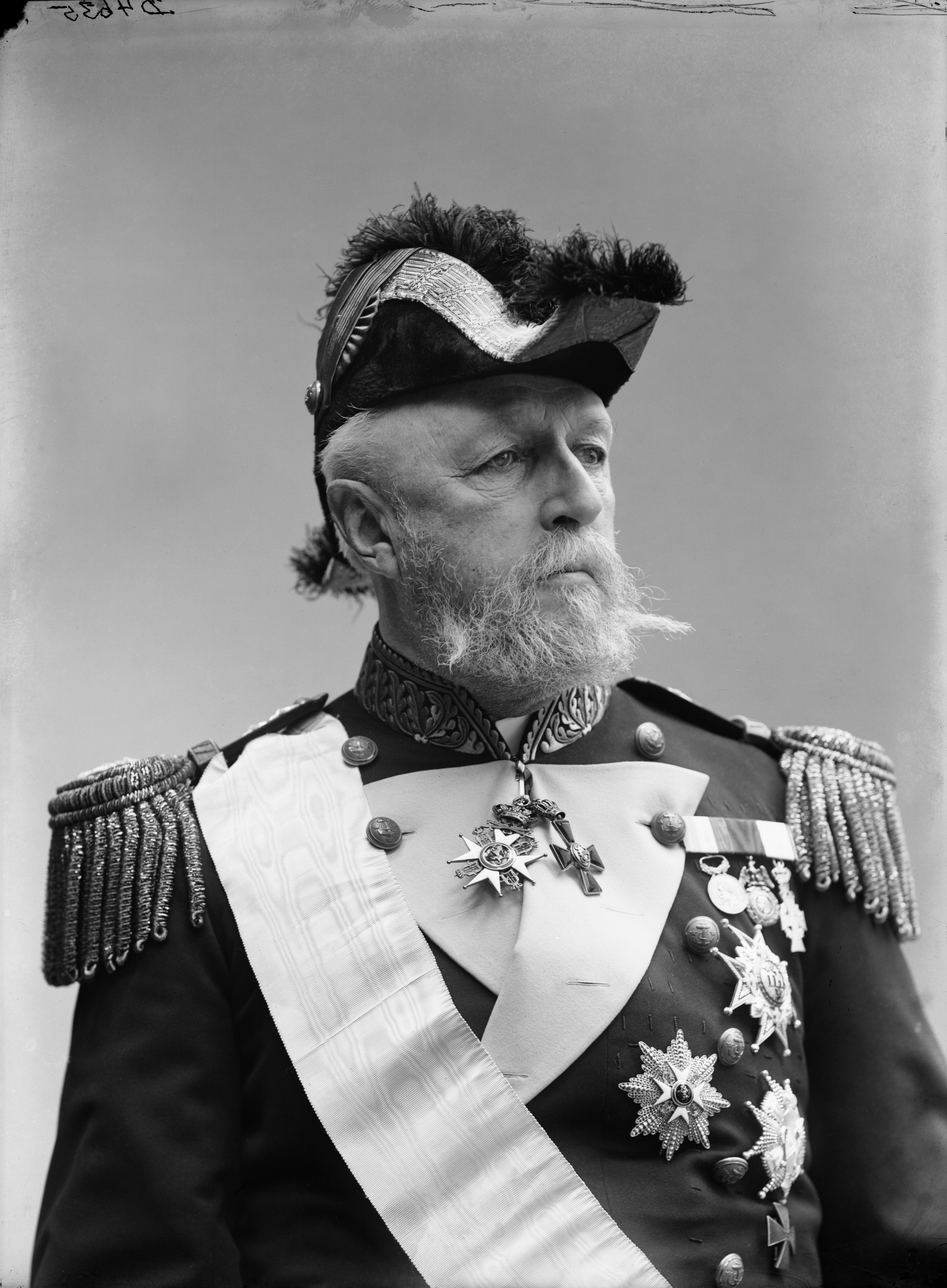
Larssonův portrét Oscara II.

Lars Larsson začínal již v roce 1876 jako portrétní fotograf v Orse bez stálého studia. Téměř 15 let byl stálým fotografem v Dalarně, Medelpadu a Hälsinglandu. V letech 1886 až 1887 praktikoval fotografii v Kansasu v USA . V roce 1890 přišel do Stockholmu a založil studio na adrese Humlegårdsgatan 21. Díky své velké profesionalitě a dobrým kontaktům se mu podařilo získat mezi své klienty královskou rodinu a v roce 1892 získal titul dvorního fotografa. Mezi jeho kolegy se mu tehdy říkalo „Hov-Lasse“.
Titul mu dal nové kontakty a zajistil finance. Měl několik zaměstnanců a proškolil mnoho budoucích fotografů. Portrétní fotografie se stala Larssonovým hlavním zaměstnáním. Do roku 1914 portrétoval ve svém ateliéru v Humlegårdsgatanu 82 000 lidí. Mezi jeho studenty patří Axel Swinhuvud, který s Larssonem spolupracoval v letech 1908 až 1910.
mezi muzejníky a historiky architektury jej však proslavilo něco přes tisíc jedinečných stockholmských motivů, které pořídil v letech 1901 až 1914 pro dokumentární účely svou velkoformátovou kamerou na skleněné desky o rozměrech 24 x 30 cm. Iniciativa přišla od městského archiváře Johana Flodmarka, který chtěl zdokumentovat starší budovy Stockholmu, které pomalu mizely v rostoucím Stockholmu.
Projekt získal pozornost v novinách Dagens Nyheter 16. října 1906. Mimo jiné se v článku psalo:"Městská rada právě obdržela grantový požadavek ve výši 2250 SEK." samo o sobě nesmírně zajímavé a pro budoucí historii Stockholmu velmi důležité dílo. Je důležitá komplexní stockholmská fotografie. I když většina lidí pravděpodobně celý projekt nezná, práce důsledně a metodicky probíhá již pět let…"
V roce 1914 Larsson své studio prodal a poté se věnoval výhradně obchodu s nemovitostmi. Studio bylo poté provozováno mnoho let pod stejným jménem a adresou. Velká část Larssonovy stockholmské dokumentace je zachována v městském muzeu ve Stockholmu.

## Galerie

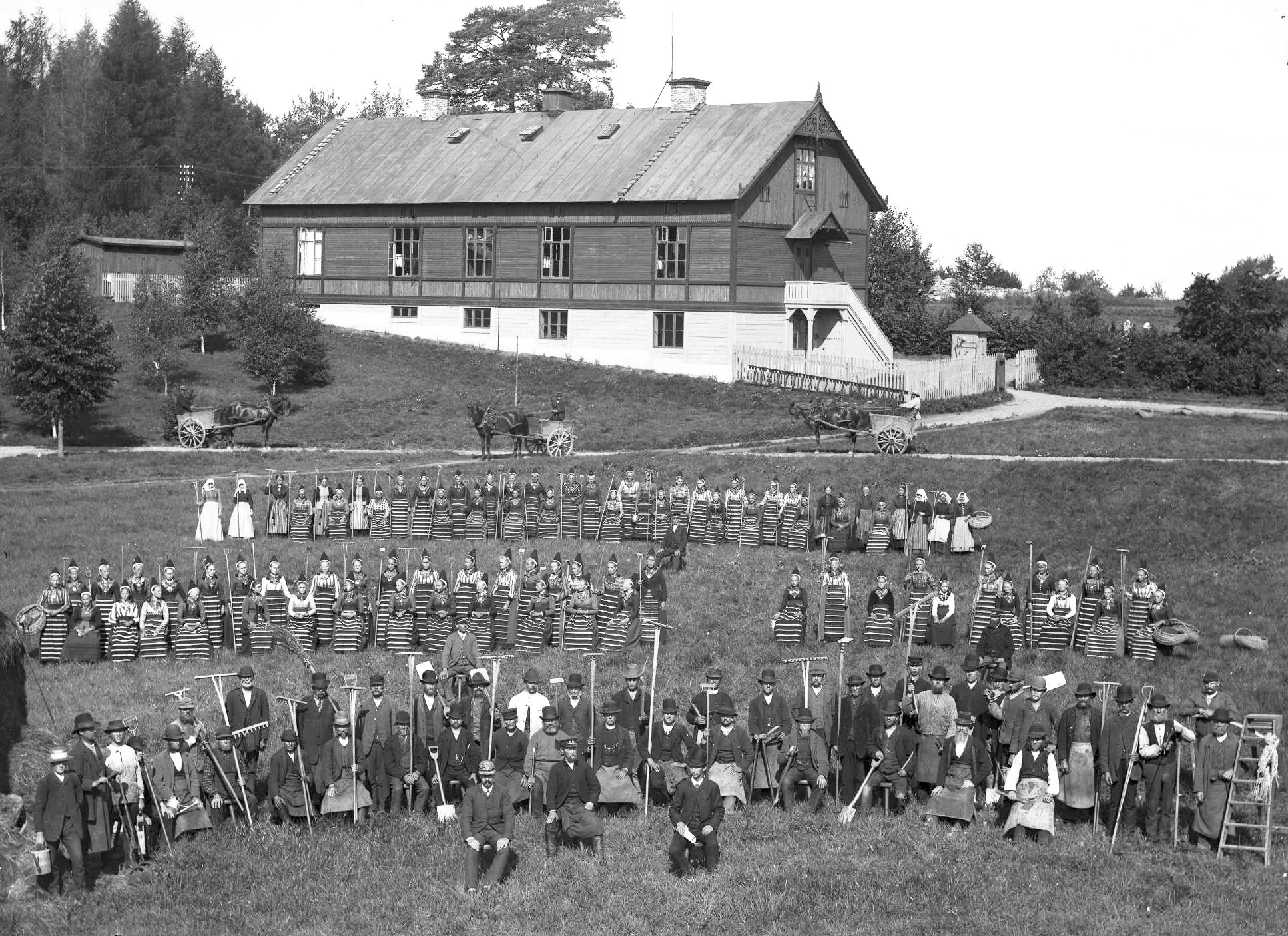
Gruppbild. Kyrkogårdsnämndens trädgårdsarbetarkår på Norra begravningsplatsen i Stockholm, Nordiska Museet
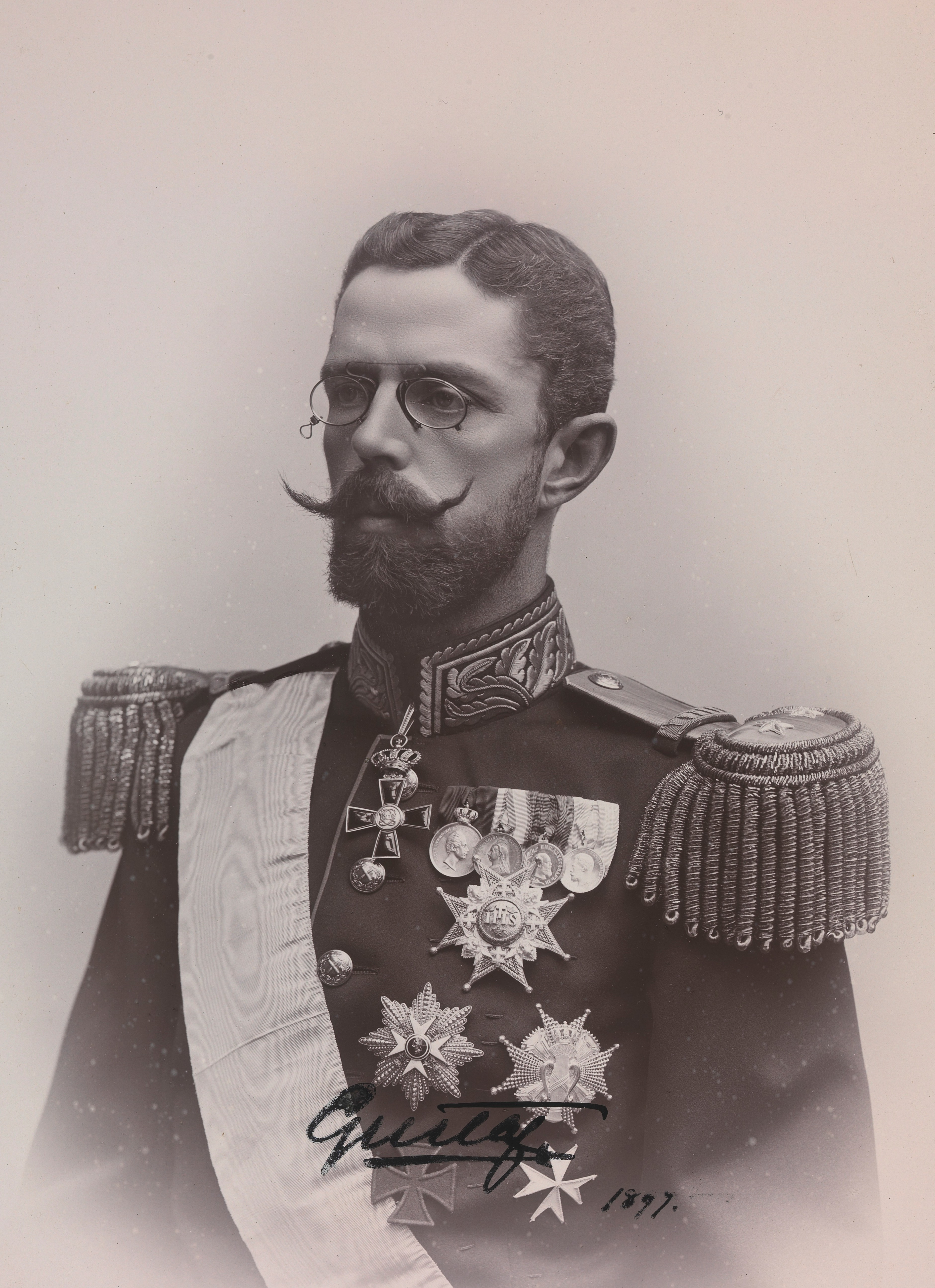
Gustav the 5th., Swedish king, the son of Oscar the 2nd, king, 1907
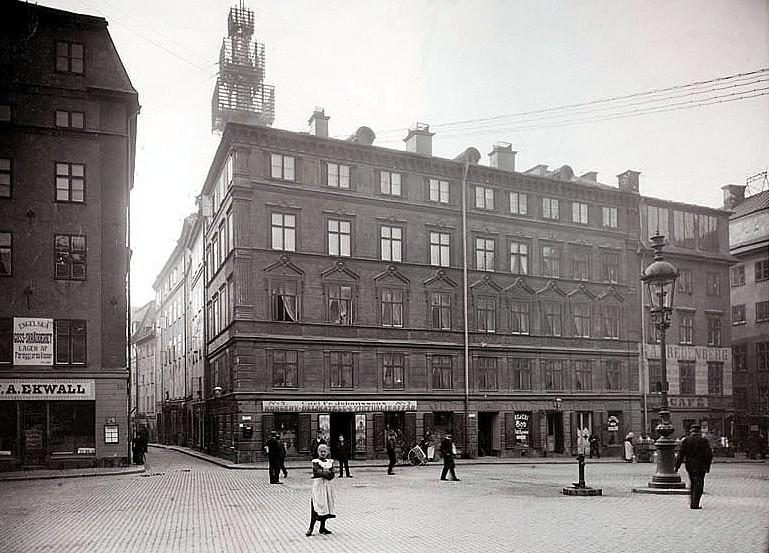
Ceres, Stortorget, 1902
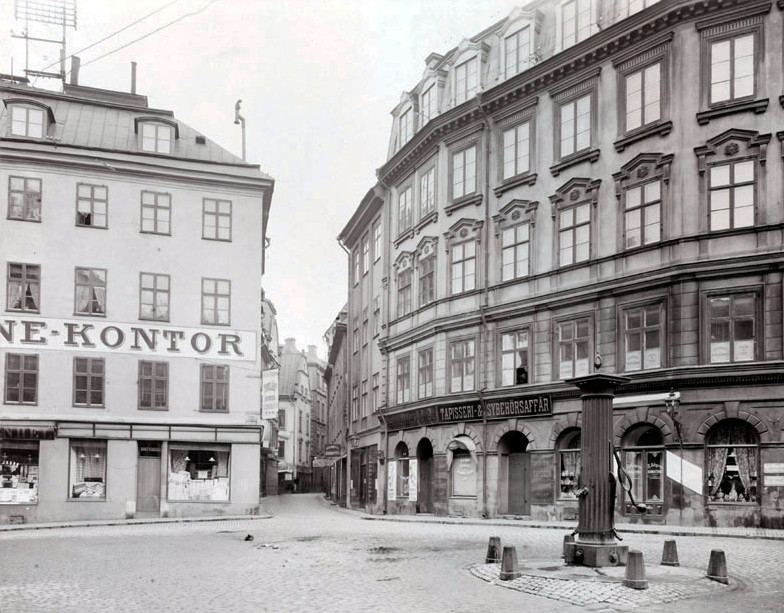
Järntorget, Stockholm, Staré Město, 1903
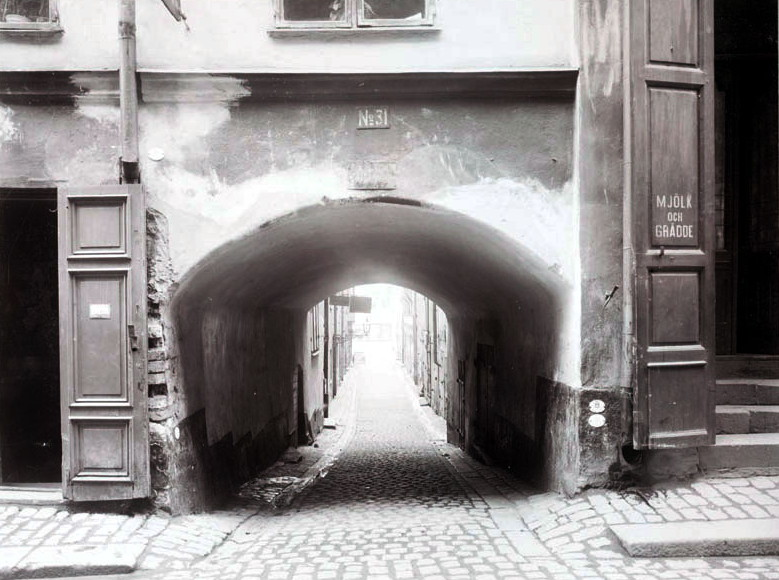
Ferkensova alej, ulička s oblouky vedoucí směrem k Österlånggatanu, 1905
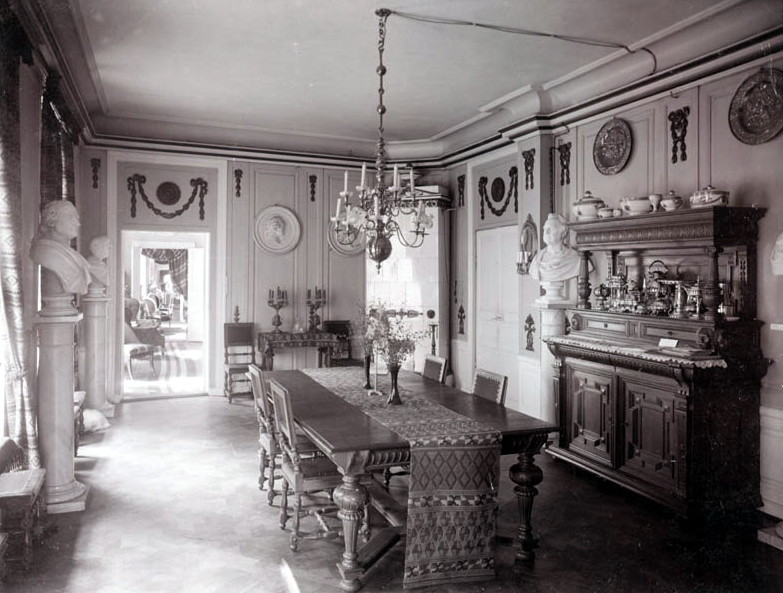
Skeppsbron 18, interiér haly, 1907
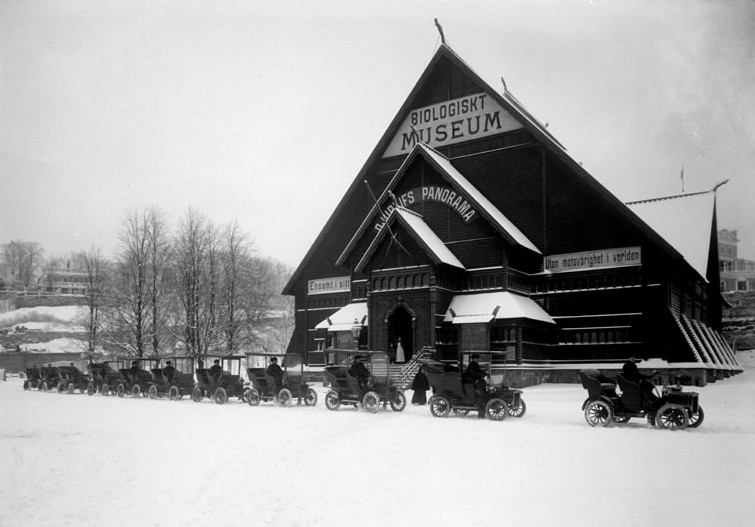
Biologiska museet (Muzeum biologie), Stockholm, 1900-1910